# ISSF World Cup 2022
Der ISSF World Cup 2022, bestehend aus sieben World Cups, fand vom 26. Februar bis 22. Juli 2022 in sieben Städten für die Disziplinen Gewehr, Pistole und laufende Scheibe statt. Beim ersten World Cup in Kairo, bei dem die Disziplinen Gewehr und Pistole ausgetragen wurden, traten über 500 Athletinnen und Athleten aus 64 Ländern an. Beim World Cup im zypriotischem Nikosia (Disziplin Flinte) waren 350 Teilnehmerinnen und Teilnehmer aus über 50 Ländern am Start.

## Austragungsorte und zeitlicher Ablauf
| Nr. | Datum         | Ort              | Disziplin             | Austragungsort                                    |
| --- | ------------- | ---------------- | --------------------- | ------------------------------------------------- |
| 1   | 26.2. – 8.3.  | Kairo            | Gewehr/Pistole        | Egypt International Olympic City Shooting Range   |
| 3   | 8.3. – 19.3.  | Nikosia          | Flinte                | Cyprus Olympic Shooting Range Lakis Psimolophitis |
| 2   | 27.3. – 7.4.  | Lima             | Flinte                | Las Palmas Shooting Range                         |
| 5   | 9.4. – 19.4.  | Rio de Janeiro   | Gewehr/Pistole        | Centro Militar de Tiro Esportivo                  |
| 5   | 19.4. – 30.4. | Lonato del Garda | Flinte                | Trap Concaverde                                   |
| 6   | 27.6. – 7.6.  | Baku             | Gewehr/Pistole/Flinte | Baku Olympic Shooting Range                       |
| 7   | 9.7. – 22.    | Changwon         | Gewehr/Pistole/Flinte | Changwon International Shooting Range             |

## Ergebnisse

### Gewehr

#### Männer
| 10 m Luftgewehr | 10 m Luftgewehr | 10 m Luftgewehr | 10 m Luftgewehr  | 10 m Luftgewehr |
| Nr.             | Wettbewerb      | Gold            | Silber           | Bronze          |
| --------------- | --------------- | --------------- | ---------------- | --------------- |
| 1               | Kairo           | Danilo Sollazzo | Patrik Jány      | Jiří Přívratský |
| 2               | Rio de Janeiro  | Petar Gorša     | Sergey Richter   | Miran Maričić   |
| 3               | Baku            | Lazar Kovačević | Miran Maričić    | Islam Usseinov  |
| 4               | Changwon        | Arjun Babuta    | Lucas Kozeniesky | Sergey Richter  |

| 10 m Luftgewehr Mannschaft | 10 m Luftgewehr Mannschaft | 10 m Luftgewehr Mannschaft                                      | 10 m Luftgewehr Mannschaft                                 | 10 m Luftgewehr Mannschaft                               |
| Nr.                        | Wettbewerb                 | Gold                                                            | Silber                                                     | Bronze                                                   |
| -------------------------- | -------------------------- | --------------------------------------------------------------- | ---------------------------------------------------------- | -------------------------------------------------------- |
| 1                          | Kairo                      | KroatienMiran Maričić Petar Gorša Borna Petanjek                | ItalienDanilo Sollazzo Lorenzo Bacci Riccardo Armiraglio   | TschechienFilip Nepejchal Aleš Entrichel Jiří Přívratský |
| 2                          | Rio de Janeiro             | Vereinigte StaatenLucas Kozeniesky Rylan Kissell William Shaner | TschechienPetr Nymburský Jiří Přívratský František Smetana | NorwegenHenrik Larsen Jon-Hermann Hegg Simon Claussen    |
| 3                          | Baku                       | SüdkoreaPark Ha-jun Kim Sang-do Bang Seung-ho                   | AustralienJack Rossiter Dane Sampson Michael Davis         | KroatienJosip Sikavica Miran Maričić Andrija Mikuljan    |
| 4                          | Changwon                   | IndienArjun Babuta Shahu Tushar Mane Paarth Makhija             | SüdkoreaPark Ha-jun Kim Sang-do Bang Seung-ho              | TschechienPetr Nymburský Jiří Přívratský Aleš Entrichel  |

| 50 m Kleinkaliber Dreistellungskampf | 50 m Kleinkaliber Dreistellungskampf | 50 m Kleinkaliber Dreistellungskampf | 50 m Kleinkaliber Dreistellungskampf | 50 m Kleinkaliber Dreistellungskampf |
| Nr.                                  | Wettbewerb                           | Gold                                 | Silber                               | Bronze                               |
| ------------------------------------ | ------------------------------------ | ------------------------------------ | ------------------------------------ | ------------------------------------ |
| 1                                    | Kairo                                | Patrik Jány                          | Zalán Pekler                         | Petar Gorša                          |
| 2                                    | Rio de Janeiro                       | Jiří Přívratský                      | Simon Claussen                       | Jon-Hermann Hegg                     |
| 3                                    | Baku                                 | Serhiy Kulish                        | Swapnil Kusale                       | Aleksi Leppä                         |
| 4                                    | Changwon                             | Aishwary Pratap Singh Tomar          | Zalán Pekler                         | István Péni                          |

| 50 m Kleinkaliber Dreistellungskampf Mannschaft | 50 m Kleinkaliber Dreistellungskampf Mannschaft | 50 m Kleinkaliber Dreistellungskampf Mannschaft            | 50 m Kleinkaliber Dreistellungskampf Mannschaft              | 50 m Kleinkaliber Dreistellungskampf Mannschaft             |
| Nr.                                             | Wettbewerb                                      | Gold                                                       | Silber                                                       | Bronze                                                      |
| ----------------------------------------------- | ----------------------------------------------- | ---------------------------------------------------------- | ------------------------------------------------------------ | ----------------------------------------------------------- |
| 1                                               | Kairo                                           | ÖsterreichThomas Mathis Gernot Rumpler Andreas Thum        | TschechienJiří Přívratský Petr Nymburský Filip Nepejchal     | NorwegenOle Martin Halvorsen Henrik Larsen Jon-Hermann Hegg |
| 2                                               | Rio de Janeiro                                  | TschechienJiří Přívratský Petr Nymburský František Smetana | NorwegenHenrik Larsen Simon Claussen Jon-Hermann Hegg        | Vereinigte StaatenIvan Roe Lucas Kozeniesky Timothy Sherry  |
| 3                                               | Baku                                            | KroatienJosip Sikavica Miran Maričić Andrija Mikuljan      | IndienGoldi Gurjar Swapnil Kusale Deepak Kumar               | UkraineOleh Zarkow Oleksandr Halkin Serhiy Kulish           |
| 4                                               | Changwon                                        | TschechienJiří Přívratský Petr Nymburský Filip Nepejchal   | IndienChain Singh Aishwary Pratap Singh Tomar Sanjeev Rajput | AustralienDane Sampson Jack Rossiter Michael Edward Davis   |

#### Frauen
| 10 m Luftgewehr | 10 m Luftgewehr | 10 m Luftgewehr | 10 m Luftgewehr      | 10 m Luftgewehr |
| Nr.             | Wettbewerb      | Gold            | Silber               | Bronze          |
| --------------- | --------------- | --------------- | -------------------- | --------------- |
| 1               | Kairo           | Océanne Muller  | Anastasiia Galashina | Alison Weisz    |
| 2               | Rio de Janeiro  | Anna Janßen     | Océanne Muller       | Laura Ilie      |
| 3               | Baku            | Océanne Muller  | Aneta Stankiewicz    | Laura Ilie      |
| 4               | Changwon        | Lucie Brázdová  | Laura Ilie           | Eszter Mészáros |

| 10 m Luftgewehr Mannschaft | 10 m Luftgewehr Mannschaft | 10 m Luftgewehr Mannschaft                             | 10 m Luftgewehr Mannschaft                                      | 10 m Luftgewehr Mannschaft                                |
| Nr.                        | Wettbewerb                 | Gold                                                   | Silber                                                          | Bronze                                                    |
| -------------------------- | -------------------------- | ------------------------------------------------------ | --------------------------------------------------------------- | --------------------------------------------------------- |
| 1                          | Kairo                      | UngarnEszter Mészáros Eszter Dénes Gitta Bajos         | NorwegenJeanette Hegg Duestad Jenny Stene Mari Bardseng Lovseth | SingapurHo Xiu Yi Tan Qian Xiu Adele Tan Fernel Qian Ni   |
| 2                          | Rio de Janeiro             | DeutschlandAnna Janßen Lisa Müller Anita Mangold       | NorwegenJeanette Hegg Duestad Kathrine Lund Jenny Stene         | IranNajmeh Khedmati Fatemeh Karamzadeh Fatemeh Amini      |
| 3                          | Baku                       | IndienShreya Aggarwal Elavenil Valarvian Ramita Ramita | DänemarkAnna Nielsen Emma Nørholm Koch Rikke Ibsen              | PolenJulia Piotrowska Aneta Stankiewicz Natalia Kochańska |
| 4                          | Changwon                   | SüdkoreaKeum Ji-hyeon Lee Eun-seo Gwon Da-yeong        | IndienGhosh Mehuli Elavenil Valarvian Ramita Ramita             | UngarnEszter Mészáros Eszter Dénes Gitta Bajos            |

| 50 m Kleinkaliber Dreistellungskampf | 50 m Kleinkaliber Dreistellungskampf | 50 m Kleinkaliber Dreistellungskampf | 50 m Kleinkaliber Dreistellungskampf | 50 m Kleinkaliber Dreistellungskampf |
| Nr.                                  | Wettbewerb                           | Gold                                 | Silber                               | Bronze                               |
| ------------------------------------ | ------------------------------------ | ------------------------------------ | ------------------------------------ | ------------------------------------ |
| 1                                    | Kairo                                | Jeanette Hegg Duestad                | Sofia Ceccarello                     | Jenny Stene                          |
| 2                                    | Rio de Janeiro                       | Jeanette Hegg Duestad                | Anna Janßen                          | Sagen Maddalena                      |
| 3                                    | Baku                                 | Rikke Ibsen                          | Anjum Moudgil                        | Lee Eun-Seo                          |
| 4                                    | Changwon                             | Anna Janßen                          | Barbara Gambaro                      | Anjum Moudgil                        |

| 50 m Kleinkaliber Dreistellungskampf Mannschaft | 50 m Kleinkaliber Dreistellungskampf Mannschaft | 50 m Kleinkaliber Dreistellungskampf Mannschaft             | 50 m Kleinkaliber Dreistellungskampf Mannschaft                   | 50 m Kleinkaliber Dreistellungskampf Mannschaft           |
| Nr.                                             | Wettbewerb                                      | Gold                                                        | Silber                                                            | Bronze                                                    |
| ----------------------------------------------- | ----------------------------------------------- | ----------------------------------------------------------- | ----------------------------------------------------------------- | --------------------------------------------------------- |
| 1                                               | Kairo                                           | SlowenienUrška Kuharič Živa Dvoršak Klavdija Jerovšek       | Vereinigte StaatenMary Tucker Katie Lorraine Zaun Sagen Maddalena | SchweizFranziska Stark Chiara Leone Nina Christen         |
| 2                                               | Rio de Janeiro                                  | NorwegenJeanette Hegg Duestad Kathrine Lund Jenny Stene     | Vereinigte StaatenMorgan Kreb Mary Tucker Sagen Maddalena         | SchweizChiara Leone Franziska Stark Nina Christen         |
| 3                                               | Baku                                            | NorwegenKarina Stette Mari Bårdseng Løvseth Johanna Reksten | KasachstanYelizaveta Korol Yelizaveta Bezrukova Arina Altukhova   | PolenJulia Piotrowska Aneta Stankiewicz Natalia Kochańska |
| 4                                               | Changwon                                        | DeutschlandAnna Janßen Lisa Müller Jolyn Beer               | SüdkoreaPark Hae-mi Song Chae-won Lee Eun-seo                     | IndienAnjum Moudgil Ashi Chouksey Sift Kaur Samra         |

#### Mixed
| 10 m Luftgewehr | 10 m Luftgewehr | 10 m Luftgewehr                        | 10 m Luftgewehr                        | 10 m Luftgewehr                                                   |
| Nr.             | Wettbewerb      | Gold                                   | Silber                                 | Bronze                                                            |
| --------------- | --------------- | -------------------------------------- | -------------------------------------- | ----------------------------------------------------------------- |
| 1               | Kairo           | Jeanette Hegg Duestad Jon-Hermann Hegg | Sofia Ceccarello Danilo Sollazzo       | Valentina Gustin Petar Gorša Teodora Vukojević Milutin Stefanović |
| 2               | Rio de Janeiro  | Lucie Brázdová Jiří Přívratský         | Jeanette Hegg Duestad Jon-Hermann Hegg | Alison Weisz William Shaner Gitta Bajos István Péni               |
| 3               | Baku            | Keum Ji-hyeon Park Ha-jun              | Andrea Arsović Lazar Kovačević         | Julia Piotrowska Maciej Kowalewicz Gwon Da-yeong Kim Sang-do      |
| 4               | Changwon        | Mehuli Ghosh Shahu Tushar Mane         | Eszter Mészáros István Péni            | Lucie Brázdová Jiří Přívratský Olga Tashtchiev Sergy Rikhter      |

| 50 m Kleinkaliber Dreistellungskampf | 50 m Kleinkaliber Dreistellungskampf | 50 m Kleinkaliber Dreistellungskampf | 50 m Kleinkaliber Dreistellungskampf   | 50 m Kleinkaliber Dreistellungskampf |
| Nr.                                  | Wettbewerb                           | Gold                                 | Silber                                 | Bronze                               |
| ------------------------------------ | ------------------------------------ | ------------------------------------ | -------------------------------------- | ------------------------------------ |
| 1                                    | Kairo                                | Jenny Stene Jon-Hermann Hegg         | Jolyn Beer Maximilian Dallinger        | Shriyanka Sadangi Akhil Sheoran      |
| 2                                    | Rio de Janeiro                       | Lucie Brázdová Jiří Přívratský       | Jeanette Hegg Duestad Jon-Hermann Hegg | Jenny Stene Simon Claussen           |
| 3                                    | Baku                                 | Ashi Chouksey Swapnil Kusale         | Daria Tykhova Serhiy Kulish            | Aneta Stankiewicz Tomasz Bartnik     |
| 4                                    | Changwon                             | Lucie Brázdová Jiří Přívratský       | Kim Jong-hyun Song Chae-won            | Dennis Welsch Anna Janßen            |

### Pistole

#### Männer
| 10 m Luftpistole | 10 m Luftpistole | 10 m Luftpistole  | 10 m Luftpistole | 10 m Luftpistole |
| Nr.              | Wettbewerb       | Gold              | Silber           | Bronze           |
| ---------------- | ---------------- | ----------------- | ---------------- | ---------------- |
| 1                | Kairo            | Saurabh Chaudhary | Michael Schwald  | Artem Chernousov |
| 2                | Rio de Janeiro   | Juraj Tužinský    | Robin Walter     | Deutschland      |
| 3                | Baku             | Damir Mikec       | Kaloyan Stamenov | Michael Schwald  |
| 4                | Changwon         | Damir Mikec       | Luca Tesconi     | Paolo Monna      |

| 10 m Luftpistole Mannschaft | 10 m Luftpistole Mannschaft | 10 m Luftpistole Mannschaft                                  | 10 m Luftpistole Mannschaft                             | 10 m Luftpistole Mannschaft                                      |
| Nr.                         | Wettbewerb                  | Gold                                                         | Silber                                                  | Bronze                                                           |
| --------------------------- | --------------------------- | ------------------------------------------------------------ | ------------------------------------------------------- | ---------------------------------------------------------------- |
| 1                           | Kairo                       | DeutschlandRobin Walter Michael Schwald Philipp Grimm        | Türkeiİsmail Keleş Yusuf Dikeç Serdar Demirel           | ItalienLuca Tesconi Alessio Torracchi Paolo Monna                |
| 2                           | Rio de Janeiro              | DeutschlandPaul Fröhlich Robin Walter David Probst           | IranVahid Golkhandan Sajjad Pourhosseini Javad Foroughi | BrasilienPhilipe Neves Felipe Wu Roberto Gomes                   |
| 3                           | Baku                        | IranMohammad Rasool Efati Sajjad Pourhosseini Javad Foroughi | ItalienPaolo Monna Luca Tesconi Federico Nilo Maldini   | DeutschlandChristian Reitz David Probst Michael Schwald          |
| 4                           | Changwon                    | ItalienPaolo Monna Luca Tesconi Alessio Torracchi            | IndienShiva Narwal Naveen Naveen Sagar Dangi            | UsbekistanVladimir Svechnikov Mukhammad Kamalov Veniamin Nikitin |

| 25 m Schnellfeuerpistole | 25 m Schnellfeuerpistole | 25 m Schnellfeuerpistole | 25 m Schnellfeuerpistole | 25 m Schnellfeuerpistole |
| Nr.                      | Wettbewerb               | Gold                     | Silber                   | Bronze                   |
| ------------------------ | ------------------------ | ------------------------ | ------------------------ | ------------------------ |
| 1                        | Kairo                    | Jean Quiquampoix         | Ruslan Lunev             | Martin Strnad            |
| 2                        | Rio de Janeiro           | Christian Reitz          | Jean Quiquampoix         | Henry Turner Leverett    |
| 3                        | Baku                     | Jean Quiquampoix         | Christian Reitz          | Clément Bessaguet        |
| 4                        | Changwon                 | Dai Yoshioka             | Jean Quiquampoix         | Lee Jae-kyoon            |

| 25 m Schnellfeuerpistole Mannschaft | 25 m Schnellfeuerpistole Mannschaft | 25 m Schnellfeuerpistole Mannschaft                  | 25 m Schnellfeuerpistole Mannschaft                           | 25 m Schnellfeuerpistole Mannschaft                             |
| Nr.                                 | Wettbewerb                          | Gold                                                 | Silber                                                        | Bronze                                                          |
| ----------------------------------- | ----------------------------------- | ---------------------------------------------------- | ------------------------------------------------------------- | --------------------------------------------------------------- |
| 1                                   | Kairo                               | DeutschlandChristian Reitz Oliver Geis Florian Peter | IndienAnish Anish Gurpreet Singh Bhavesh Shekhawat            | TschechienMartin Strnad Martin Podhráský Tomáš Těhan            |
| 2                                   | Rio de Janeiro                      | DeutschlandChristian Reitz Oliver Geis Florian Peter | BrasilienEmerson Duarte Vladimir Silveira Felipe Wu           | ThailandSchwakon Triniphakorn Ram Khamhaeng Noppadon Sutiviruch |
| 3                                   | Baku                                | SüdkoreaHan Dae-yoon Lee Jae-kyoon Song Jong-ho      | UkraineMaksym Horodynez Wolodymyr Pasternak Pawlo Korostyljow | ItalienTommaso Chelli Riccardo Mazzetti Massimo Spinella        |
| 4                                   | Changwon                            | TschechienMatěj Rampula Martin Podhráský Tomáš Těhan | IndienAnish Anish Sameer Sameer Vijayveer Sidhu               | SüdkoreaHan Dae-yoon Lee Jae-kyoon Song Jong-ho                 |

#### Frauen
| 10 m Luftpistole | 10 m Luftpistole | 10 m Luftpistole | 10 m Luftpistole     | 10 m Luftpistole      |
| Nr.              | Wettbewerb       | Gold             | Silber               | Bronze                |
| ---------------- | ---------------- | ---------------- | -------------------- | --------------------- |
| 1                | Kairo            | Anna Korakaki    | Esha Singh           | Antoaneta Kostadinova |
| 2                | Rio de Janeiro   | Zorana Arunović  | Anna Korakaki        | Camille Jedrzejewski  |
| 3                | Baku             | Klaudia Breś     | Camille Jedrzejewski | Antoaneta Kostadinova |
| 4                | Changwon         | Zorana Arunović  | Yu Ai-wen            | Veronika Major        |

| 10 m Luftpistole Mannschaft | 10 m Luftpistole Mannschaft | 10 m Luftpistole Mannschaft                                  | 10 m Luftpistole Mannschaft                                              | 10 m Luftpistole Mannschaft                             |
| Nr.                         | Wettbewerb                  | Gold                                                         | Silber                                                                   | Bronze                                                  |
| --------------------------- | --------------------------- | ------------------------------------------------------------ | ------------------------------------------------------------------------ | ------------------------------------------------------- |
| 1                           | Kairo                       | IndienEsha Singh Ruchita Vinerkar Shri Nivetha Paramanantham | DeutschlandSandra Reitz Andrea Heckner Carina Wimmer                     | TaiwanWu Chia-ying Tien Chia-chen Yu Ai-wen             |
| 2                           | Rio de Janeiro              | IranGolnoush Sebghatollahi Hanieh Rostamian Elham Harijani   | ThailandChidchanok Hirunphoem Tanyaporn Prucksakorn Kanyakorn Hirunphoem | DeutschlandAndrea Heckner Sandra Reitz Doreen Vennekamp |
| 3                           | Baku                        | SüdkoreaYoo Hyun-young Kim Min-jung Kim Bo-mi                | ThailandChidchanok Hirunphoem Tanyaporn Prucksakorn Chawisa Paduka       | DeutschlandSvenja Berge Sandra Reitz Doreen Vennekamp   |
| 4                           | Changwon                    | SüdkoreaYoo Hyun-young Kim Min-jung Kim Bo-mi                | IndienPalak Palak Rhythm Sangwan Yuvika Tomar                            | SingapurTeo Shun Xie Teh Xiu Hong Teh Xiu Yi            |

| 25 m Pistole | 25 m Pistole   | 25 m Pistole          | 25 m Pistole     | 25 m Pistole      |
| Nr.          | Wettbewerb     | Gold                  | Silber           | Bronze            |
| ------------ | -------------- | --------------------- | ---------------- | ----------------- |
| 1            | Kairo          | Mathilde Lamolle      | Veronika Major   | Anna Korakaki     |
| 2            | Rio de Janeiro | Camille Jedrzejewski  | Doreen Vennekamp | Sylvia Steiner    |
| 3            | Baku           | Antoaneta Kostadinova | Veronika Major   | Anastasiia Nimets |
| 4            | Changwon       | Teh Xiu Hong          | Mathilde Lamolle | Teo Shun Xie      |

| 25 m Pistole Mannschaft | 25 m Pistole Mannschaft | 25 m Pistole Mannschaft                                   | 25 m Pistole Mannschaft                                                  | 25 m Pistole Mannschaft                                       |
| Nr.                     | Wettbewerb              | Gold                                                      | Silber                                                                   | Bronze                                                        |
| ----------------------- | ----------------------- | --------------------------------------------------------- | ------------------------------------------------------------------------ | ------------------------------------------------------------- |
| 1                       | Kairo                   | IndienRahi Sarnobat Rhythm Sangwan Esha Singh             | SingapurTeo Shun Xie Teh Xiu Hong Tan Ling Chiao Nicole                  | TaiwanWu Chia-ying Yu Ai-wen Tien Chia-chen                   |
| 2                       | Rio de Janeiro          | DeutschlandDoreen Vennekamp Sandra Reitz Monika Karsch    | ThailandKanyakorn Hirunphoem Tanyaporn Prucksakorn Chidchanok Hirunphoem | BrasilienThais Carvalho Moura Ana Luiza Souza Lima Paula Yado |
| 3                       | Baku                    | UkraineOksana Kovalchuk Olena Kostevych Anastasiia Nimets | ThailandChidchanok Hirunphoem Tanyaporn Prucksakorn Chawisa Paduka       | SüdkoreaYoo Hyun-young Han Ji-young Kim Lan-a                 |
| 4                       | Changwon                | SingapurTeo Shun Xie Teh Xiu Hong Teh Xiu Yi              | ThailandPim-on Klaisuban Tanyaporn Prucksakorn Chawisa Paduka            | SüdkoreaYoo Hyun-young Han Ji-young Kim Lan-a                 |

#### Mixed
| 10 m Luftpistole | 10 m Luftpistole | 10 m Luftpistole                  | 10 m Luftpistole                          | 10 m Luftpistole                                                           |
| Nr.              | Wettbewerb       | Gold                              | Silber                                    | Bronze                                                                     |
| ---------------- | ---------------- | --------------------------------- | ----------------------------------------- | -------------------------------------------------------------------------- |
| 1                | Kairo            | Zorana Arunović Damir Mikec       | Yasemin Beyza Yılmaz İsmail Keleş         | Andrea Heckner Robin Walter Anna Kokaraki Dionysios Kokarakis              |
| 2                | Rio de Janeiro   | Sandra Reitz Christian Reitz      | Tanyaporn Prucksakorn Noppadon Sutiviruch | Golnoush Sebghatollahi Javad Foroughi Camille Jedrzejewski Florian Fouquet |
| 3                | Baku             | Anna Kokaraki Dionysios Kokarakis | Olena Kostevych Oleh Omelchuk             | Zorana Arunović Damir Mikec Şevval İlayda Tarhan Yusuf Dikeç               |
| 4                | Changwon         | Zorana Arunović Damir Mikec       | Anna Kokaraki Dionysios Kokarakis         | Maria Varricchio Federico Nilo Maldini Palak Palak Shiva Narwal            |

| 25 m Schnellfeuerpistole | 25 m Schnellfeuerpistole | 25 m Schnellfeuerpistole   | 25 m Schnellfeuerpistole              | 25 m Schnellfeuerpistole           |
| Nr.                      | Wettbewerb               | Gold                       | Silber                                | Bronze                             |
| ------------------------ | ------------------------ | -------------------------- | ------------------------------------- | ---------------------------------- |
| 1                        | Kairo                    | Rhythm Sangwan Anish Anish | Chawisa Paduka Ram Khamhaeng          | Teo Shun Xie Lim Swee Hon          |
| 2                        | Rio de Janeiro           | Nicht ausgetragen          |                                       |                                    |
| 3                        | Baku                     | Kim Lan-a Song Jong-ho     | Julija Korostyljowa Pawlo Korostyljow | Anastasiia Nimets Maksym Horodynez |
| 4                        | Changwon                 | Han Dae-yoon Kim Jang-mi   | Kim Lan-a Song Jong-ho                | Rhythm Sangwan Anish Anish         |

### Flinte

#### Männer
| Trap | Trap             | Trap              | Trap                | Trap             |
| Nr.  | Wettbewerb       | Gold              | Silber              | Bronze           |
| ---- | ---------------- | ----------------- | ------------------- | ---------------- |
| 1    | Nikosia          | Oğuzhan Tüzün     | Giovanni Cernogoraz | Talal Al-Rashidi |
| 2    | Lima             | Alberto Fernández | Erminio Frasca      | Derrick Mein     |
| 3    | Lonato del Garda | Erik Varga        | Josip Glasnović     | Adriá Martínez   |
| 4    | Baku             | Jiří Lipták       | Talal Al-Rashidi    | Daniele Resca    |
| 5    | Changwon         | Qi Ying           | Lorenzo Ferrari     | Daniele Resca    |

| Trap Mannschaft | Trap Mannschaft  | Trap Mannschaft                                              | Trap Mannschaft                                               | Trap Mannschaft                                                |
| Nr.             | Wettbewerb       | Gold                                                         | Silber                                                        | Bronze                                                         |
| --------------- | ---------------- | ------------------------------------------------------------ | ------------------------------------------------------------- | -------------------------------------------------------------- |
| 1               | Nikosia          | KuwaitNaser Al-Meqlad Talal Al-Rashidi Abdulrahman al-Faihan | IndienPrithviraj Tondaiman Vivaan Kapoor Zoravar Singh Sandhu | PolenTomasz Pasierbski Piotr Kowalczyk Daniel Mrózek           |
| 2               | Lima             | Vereinigte StaatenWilliam Hinton Derrick Mein Casey Wallace  | SpanienAlberto Fernández Adrià Martínez Torres Manuel Murcia  | IndienShapath Bharadwaj Kynan Chenai Manavaditya Singh Rathore |
| 3               | Lonato del Garda | KroatienGiovanni Cernogoraz Josip Glasnović Anton Glasnovic  | IndienVivaan Kapoor Kynan Chenai Prithviraj Tondaiman         | ItalienMassimo Fabbrizi Giovanni Pellielo Lorenzo Ferrari      |
| 4               | Baku             | KuwaitNaser Al-Meqlad Abdulrahman al-Faihan Talal Al-Rashidi | Vereinigte StaatenDerrick Mein William Hinton Casey Wallace   | KroatienGiovanni Cernogoraz Josip Glasnović Anton Glasnovic    |
| 5               | Changwon         | SlowakeiAdrián Drobný Michal Slamka Hubert Olejnik           | IndienPrithviraj Tondaiman Bhowneesh Mendiratta Vivaan Kapoor | Volksrepublik ChinaChen Liang Yu Haicheng Qi Ying              |

| Skeet | Skeet            | Skeet             | Skeet             | Skeet             |
| Nr.   | Wettbewerb       | Gold              | Silber            | Bronze            |
| ----- | ---------------- | ----------------- | ----------------- | ----------------- |
| 1     | Nikosia          | Azmy Mehelba      | Tammaro Cassandro | Éric Delaunay     |
| 2     | Lima             | Nicolás Pacheco   | Federico Gil      | Hayden Stewart    |
| 3     | Lonato del Garda | Luigi Lodde       | Vincent Hancock   | Gabriele Rossetti |
| 4     | Baku             | Vincent Hancock   | Nicolas Lejeune   | Jesper Hansen     |
| 5     | Changwon         | Mairaj Ahmad Khan | Kim Min-su        | Ben Llewellin     |

| Skeet Mannschaft | Skeet Mannschaft | Skeet Mannschaft                                             | Skeet Mannschaft                                                          | Skeet Mannschaft                                                            |
| Nr.              | Wettbewerb       | Gold                                                         | Silber                                                                    | Bronze                                                                      |
| ---------------- | ---------------- | ------------------------------------------------------------ | ------------------------------------------------------------------------- | --------------------------------------------------------------------------- |
| 1                | Nikosia          | ItalienTammaro Cassandro Elia Sdruccioli Gabriele Rossetti   | Vereinigte StaatenPhillip Russell Jungman Adam McBee Hayden Stewart       | DeutschlandSven Korte Vincent Haaga Felix Haase                             |
| 2                | Lima             | ItalienCristian Ciccotti Domenico Simeone Marco Sablone      | Puerto RicoMiguel Pizarro Jesus Medero Luis Bermudez                      | PeruNicolás Pacheco Flavio Artoni Nicolás Giha                              |
| 3                | Lonato del Garda | TschechienJan Zamecnik Jakub Tomeček Tomáš Nýdrle            | ItalienGiancarlo Tazza Niccolò Sodi Gabriele Rossetti                     | GriechenlandNikolaos Mavrommatis Charalambos Chalkiadakis Efthimios Mitas   |
| 4                | Baku             | Vereinigte StaatenVincent Hancock Phillip Jungman Adam McBee | GriechenlandNikolaos Mavrommatis Charalambos Chalkiadakis Efthimios Mitas | KuwaitMansour Al-Rashidi Abdullah Al-Rashidi Abdulaziz Al-Saad              |
| 5                | Changwon         | ItalienGiancarlo Tazza Niccolò Sodi Erik Pittini             | Volksrepublik ChinaDun Yueheng Lyu Jianlin Yu Lingfeng                    | Vereinigtes KönigreichKarl Frederick Killander Ben Llewellin Gareth McAuley |

#### Frauen
| Trap | Trap             | Trap                     | Trap           | Trap                   |
| Nr.  | Wettbewerb       | Gold                     | Silber         | Bronze                 |
| ---- | ---------------- | ------------------------ | -------------- | ---------------------- |
| 1    | Nikosia          | Zuzana Rehák-Štefečeková | Silvana Stanco | Rachel Tozier          |
| 2    | Lima             | Gaia Ragazzini           | Kayle Browning | Alessandra Della Valle |
| 3    | Lonato del Garda | Kirsty Hegarty           | Augusta Campos | Ray Bassil             |
| 4    | Baku             | Noora Antikainen         | Fátima Gálvez  | Laetisha Scanlan       |
| 5    | Changwon         | Wu Cuicui                | Penny Smith    | Lucy Charlotte Hall    |

| Trap Mannschaft | Trap Mannschaft  | Trap Mannschaft                                               | Trap Mannschaft                                                        | Trap Mannschaft                                                        |
| Nr.             | Wettbewerb       | Gold                                                          | Silber                                                                 | Bronze                                                                 |
| --------------- | ---------------- | ------------------------------------------------------------- | ---------------------------------------------------------------------- | ---------------------------------------------------------------------- |
| 1               | Nikosia          | AustralienPenny Smith Laetisha Scanlan Catherine Skinner      | Vereinigte StaatenAeriel Skinner Rachel Tozier Ida Faye Brown          | KasachstanSarsenkul Rysbekova Mariya Dmitriyenko Aizhan Dosmagambetova |
| 2               | Lima             | Vereinigte StaatenKayle Browning Aeriel Skinner Rachel Tozier | GuatemalaAdriana Ruano Stefanie Goetzke Waleska Soto                   | Puerto RicoAriadna Acevedo Augusta Campos-Martyn Ana Latorre           |
| 3               | Lonato del Garda | AustralienPenny Smith Laetisha Scanlan Catherine Skinner      | ItalienGiulia Grassia Maria Lucia Palmitessa Silvana Stanco            | SpanienBeatriz Martínez Francisca Muñoz Fátima Gálvez                  |
| 4               | Baku             | Vereinigte StaatenKayle Browning Aeriel Skinner Rachel Tozier | AustralienCharlie Hudson-Czerniecki Laetisha Scanlan Catherine Skinner | FinnlandSatu Mäkelä-Nummela Noora Antikainen Mopsi Veromaa             |
| 5               | Changwon         | SüdkoreaKang Gee-eun Lee Bo-na Cho Seo-nah                    | Volksrepublik ChinaZhang Ting Wang Xiaojing Wu Cuicui                  | Bronze-Medaille nicht vergeben                                         |

| Skeet | Skeet            | Skeet             | Skeet           | Skeet                  |
| Nr.   | Wettbewerb       | Gold              | Silber          | Bronze                 |
| ----- | ---------------- | ----------------- | --------------- | ---------------------- |
| 1     | Nikosia          | Amber Hill        | Danka Barteková | Austen Smith           |
| 2     | Lima             | Dania Vizzi       | Austen Smith    | Lucie Anastassiou      |
| 3     | Lonato del Garda | Caitlin Connor    | Amber Hill      | Nadine Messerschmidt   |
| 4     | Baku             | Lucie Anastassiou | Caitlin Connor  | Austen Smith           |
| 5     | Changwon         | Lucie Anastassiou | Amber Hill      | Chiara Di Marziantonio |

| Skeet Mannschaft | Skeet Mannschaft | Skeet Mannschaft                                              | Skeet Mannschaft                                                      | Skeet Mannschaft                                                      |
| Nr.              | Wettbewerb       | Gold                                                          | Silber                                                                | Bronze                                                                |
| ---------------- | ---------------- | ------------------------------------------------------------- | --------------------------------------------------------------------- | --------------------------------------------------------------------- |
| 1                | Nikosia          | ItalienChiara Cainero Martina Bartolomei Diana Bacosi         | Vereinigte StaatenAusten Smith Dania Vizzi Caitlin Connor             | SlowakeiDanka Barteková Lucia Kopčanová Vanesa Hocková                |
| 2                | Lima             | Vereinigte StaatenCaitlin Connor Austen Smith Dania Vizzi     | ItalienKatiuscia Spada Francesca Del Prete Simona Scocchetti          | Bronze-Medaille nicht vergeben                                        |
| 3                | Lonato del Garda | Vereinigte StaatenDania Vizzi Amber English Caitlin Connor    | ItalienKatiuscia Spada Martina Maruzzo Diana Bacosi                   | DeutschlandNadine Messerschmidt Eva-Tamara Reichert Valentina Umhöfer |
| 4                | Baku             | DeutschlandNadine Messerschmidt Nele Wissmer Christine Wenzel | Vereinigte StaatenAusten Smith Dania Vizzi Caitlin Connor             | KasachstanZoya Kravchenko Rinata Nassyrova Assem Orynbay              |
| 5                | Changwon         | Volksrepublik ChinaWei Meng Wei Ning Huang Sixue              | ThailandIsarapa Imprasertsuk Sutiya Jiewchaloemmit Nutchaya Sutarporn | SlowakeiDanka Barteková Monika Štibravá Vanesa Hocková                |

#### Mixed
| Skeet | Skeet            | Skeet                              | Skeet                               | Skeet                                                               |
| Nr.   | Wettbewerb       | Gold                               | Silber                              | Bronze                                                              |
| ----- | ---------------- | ---------------------------------- | ----------------------------------- | ------------------------------------------------------------------- |
| 1     | Nikosia          | Tammaro Cassandro Diana Bacosi     | Caitlin Connor Adam McBee           | Gabriele Rossetti Chiara Cainero Austen Smith Phillip Jungman       |
| 2     | Lima             | Domenico Simeone Simona Scocchetti | Austen Smith Dustan Taylor          | Hayden Stewart Caitlin Connor Éric Delaunay Lucie Anastassiou       |
| 3     | Lonato del Garda | Caitlin Connor Vincent Hancock     | Nicolas Lejeune Lucie Anastassiou   | Emily Jane Hibbs Karl Killander Gabriele Rossetti Diana Bacosi      |
| 4     | Baku             | Caitlin Connor Vincent Hancock     | Christine Wenzel Tilo Schreier      | Barbora Šumová Jakub Tomeček Gabriele Rossetti Chiara Cainero       |
| 5     | Changwon         | Ben Llewellin Amber Hill           | Chiara Di Marziantonio Niccolò Sodi | Simona Scocchetti Giancarlo Tazza Lucie Anastassiou Nicolas Lejeune |

## Medaillenspiegel
| Platz  | Land                   | Gold | Silber | Bronze | Gesamt |
| ------ | ---------------------- | ---- | ------ | ------ | ------ |
| 01     | Indien                 | 17   | 21     | 9      | 47     |
| 02     | Vereinigte Staaten     | 12   | 14     | 13     | 39     |
| 03     | Deutschland            | 12   | 8      | 11     | 31     |
| 04     | Italien                | 10   | 15     | 14     | 39     |
| 05     | Tschechien             | 10   | 2      | 7      | 19     |
| 06     | Südkorea               | 9    | 5      | 6      | 20     |
| 07     | Frankreich             | 8    | 7      | 7      | 22     |
| 08     | Serbien                | 7    | 1      | 2      | 10     |
| 09     | Norwegen               | 6    | 6      | 5      | 17     |
| 10     | Slowakei               | 5    | 2      | 4      | 11     |
| 11     | Australien             | 4    | 5      | 4      | 13     |
| 12     | Kroatien               | 4    | 3      | 5      | 12     |
| 13     | Spanien                | 3    | 3      | 3      | 9      |
| 14     | Vereinigtes Königreich | 3    | 2      | 4      | 9      |
| 15     | Volksrepublik China    | 3    | 2      | 2      | 7      |
| 16     | Ukraine                | 2    | 4      | 3      | 9      |
| 17     | Griechenland           | 2    | 3      | 3      | 8      |
| 18     | Türkei                 | 2    | 2      | 2      | 6      |
| 19     | Singapur               | 2    | 1      | 4      | 7      |
| 20     | Iran                   | 2    | 1      | 2      | 5      |
| 20     | Kuwait                 | 2    | 1      | 2      | 5      |
| 22     | Ungarn                 | 1    | 5      | 5      | 11     |
| 23     | Polen                  | 1    | 1      | 5      | 7      |
| 24     | Bulgarien              | 1    | 1      | 2      | 4      |
| 25     | Dänemark               | 1    | 1      | 1      | 3      |
| 26     | Finnland               | 1    | —      | 2      | 3      |
| 27     | Österreich             | 1    | —      | 1      | 2      |
| 27     | Peru                   | 1    | —      | 1      | 2      |
| 29     | Japan                  | 1    | —      | —      | 1      |
| 29     | El Salvador            | 1    | —      | —      | 1      |
| 31     | Thailand               | —    | 8      | 1      | 9      |
| 32     | Puerto Rico            | —    | 2      | 1      | 3      |
| 33     | Kasachstan             | —    | 1      | 4      | 5      |
| 34     | Brasilien              | —    | 1      | 2      | 3      |
| 34     | Taiwan                 | —    | 1      | 2      | 3      |
| 34     | Israel                 | —    | 1      | 2      | 3      |
| 34     | Rumänien               | —    | 1      | 2      | 3      |
| 38     | Niemandsland           | —    | 1      | 1      | 2      |
| 39     | Argentinien            | —    | 1      | —      | 1      |
| 39     | Aserbaidschan          | —    | 1      | —      | 1      |
| 39     | Guatemala              | —    | 1      | —      | 1      |
| 39     | Mexiko                 | —    | 1      | —      | 1      |
| 39     | Portugal               | —    | 1      | —      | 1      |
| 44     | Schweiz                | —    | —      | 2      | 2      |
| 45     | Libanon                | —    | 1      | —      | 1      |
| 45     | Usbekistan             | —    | 1      | —      | 1      |
| Gesamt | Gesamt                 | 134  | 137    | 148    | 419    |